# Campeonato Uruguayo de Primera División 1905
El Campeonato Uruguayo 1905 constituyó el quinto torneo de Primera División del fútbol uruguayo organizado por la AUF.
Esta edición marcó el reinicio del fútbol uruguayo luego de una temporada de inactividad debido a la guerra civil. En él participaron cinco equipos, ya no estando ni el Uruguay Athletic ni el Triunfo; además el Deutscher fue reubatizado como Teutonia.
El torneo consistió en un campeonato a dos ruedas de todos contra todos, coronando campeón al Central Uruguay Railway Cricket Club luego de ganar todos sus partidos, sin recibir siquiera goles en contra. 
Este año, está marcado trágicamente por el fallecimiento de los futbolistas símbolo de Nacional, Carlos y Bolívar Céspedes a causa de la epidemia de viruela durante junio de ese año. A su vez, la opaca actuación del Albion dejaba entrever que se acercaba el final para esta legendaria institución, que no encajaba con las prácticas de semi profesionalismo que empezaban a asomar en algunas instituciones, como por ejemplo sucedía en el club del Ferrocarril (CURCC), donde ese año se propició la contratación para la empresa de destacados futbolistas rivales.

## Equipos participantes

### Datos de los equipos
| Club                 | Ciudad     | Estadio                | Capacidad | Fundación                | Temporadas | Temporadas Consecutivas | Títulos | 1903 |
| -------------------- | ---------- | ---------------------- | --------- | ------------------------ | ---------- | ----------------------- | ------- | ---- |
| Albion               | Montevideo | Field del Albion       | 5.000     | 1 de junio de 1891       | 4          | 4                       | -       | 5°   |
| CURCC                | Montevideo | Field de Villa Peñarol | 3.870     | 28 de septiembre de 1891 | 4          | 4                       | 2       | 2°   |
| Nacional             | Montevideo | Gran Parque Central    | 7.000     | 14 de mayo de 1899       | 3          | 3                       | 2       | 1°   |
| Teutonia             | Montevideo | Gran Parque Central    | 7.000     | 23 de mayo de 1897       | 4          | 4                       | -       | 3°   |
| Montevideo Wanderers | Montevideo | Camino Millán          |           | 15 de agosto de 1902     | 1          | 1                       | -       | 4°   |

Notas: Los datos estadísticos corresponden a los campeonatos uruguayos oficiales. Las fechas de fundación son las declaradas por cada club. La columna «Estadio» refleja el estadio donde el equipo más veces juega de local, pero no indica que sea su propietario. Véase también: Estadios de fútbol de Uruguay.

## Tabla de posiciones
|  | Pos. | Equipos              |  | PJ | PG | PE | PP | GF | GC | Dif. | Pts. |
|  | ---- | -------------------- |  | -- | -- | -- | -- | -- | -- | ---- | ---- |
|  | 1    | CURCC                |  | 8  | 8  | 0  | 0  | 8  | 0  | +8   | 16   |
|  | 2    | Nacional             |  | 8  | 6  | 0  | 2  | 14 | 7  | +7   | 12   |
|  | 3    | Montevideo Wanderers |  | 8  | 3  | 1  | 4  | 7  | 9  | -2   | 7    |
|  | 4    | Teutonia             |  | 8  | 2  | 1  | 5  | 6  | 12 | -6   | 5    |
|  | 5    | Albion               |  | 8  | 0  | 0  | 8  | 0  | 7  | -7   | 0    |

### Fixture
| 14/05/1905 | Teutonia   | 1-2       | Wanderers  | Parque Central |
| 21/05/1905 | Nacional   | 3-0       | Albion     | Parque Central |
| 21/05/1905 | Teutonia   | 0-2       | C.U.R.C.C. | Parque Central |
| 25/05/1905 | Albion     | 0-4       | Wanderers  | Paso Molino    |
| 28/05/1905 | Albion     | aus./w.o. | Teutonia   | Paso Molino    |
| 28/05/1905 | Wanderers  | 0-1       | Nacional   | Reducto        |
| 01/06/1905 | Albion     | aus./w.o. | C.U.R.C.C. | Paso Molino    |
| 18/06/1905 | Wanderers  | 0-2       | C.U.R.C.C. | Reducto        |
| 18/06/1905 | Nacional   | 3-1       | Teutonia   | Parque Central |
| 25/06/1905 | C.U.R.C.C. | w.o,/aus. | Albion     | Villa Peñarol  |
| 29/06/1905 | Albion     | aus./w.o. | Nacional   | Paso Molino    |
| 18/07/1905 | C.U.R.C.C. | 1-0       | Wanderers  | Villa Peñarol  |
| 06/08/1905 | C.U.R.C.C. | 2-0       | Nacional   | Villa Peñarol  |
| 06/08/1905 | Wanderers  | 1-1       | Teutonia   | Reducto        |
| 17/09/1905 | Nacional   | 3-0       | Wanderers  | Parque Central |
| 17/09/1905 | Teutonia   | w.o./aus. | Albion     | Parque Central |
| 22/10/1905 | Teutonia   | 3-4       | Nacional   | Parque Central |
| 01/10/1905 | Nacional   | 0-1       | C.U.R.C.C. | Parque Central |
| 08/10/1905 | C.U.R.C.C. | w.o./aus. | Teutonia   | Villa Peñarol  |
| --/--/1905 | Wanderers  | w.o./aus. | Albion     | Reducto        |

|  | Campeón Uruguayo. |

|                                         |
| Uruguay                                 |
| Campeón Uruguayo 1905 CURCC 3.er título |